# Тір Костянтин Вадимович

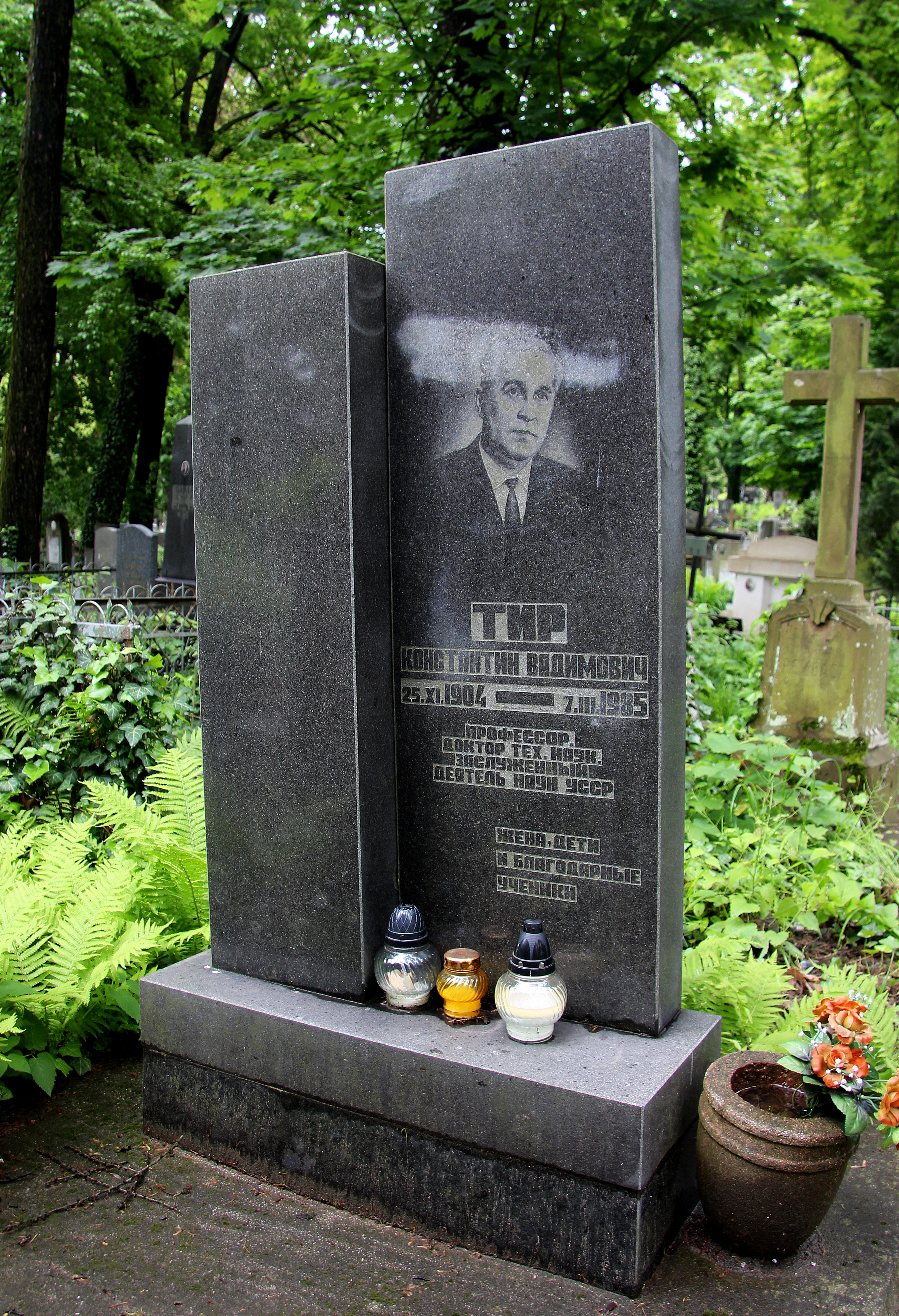

Костянтин Вадимович Тір (25 листопада 1904 р., Миколаїв — 8 березня 1985 р., Львів) — доктор технічних наук, професор кафедри поліграфічних машин Українського поліграфічного інституту імені Федорова (сьогодні Українська академія друкарства).

## Життєпис
Народився у родині професора Харківського технологічного інституту Вадима Ерастовича Тіра, який разом з 23 іншими професорами на знак протесту проти звільнення студентів за участь у революційних сходинах подав у відставку і переїхав до Миколаїва, де народився другий син у сім'ї — Костянтин. 1905 року батька поновили на попередній посаді, і сім'я повернулася до Харкова.
Після закінчення гімназії у 1922 р. вступив на механічний факультет Харківського технологічного інституту. Восени 1926 р. помер його батько, і сім'я залишилася без засобів для існування. Заробляв на життя, виконуючи конструкторсько-креслярські роботи, підпрацьовував у харківських газетах. У цей час одружився, дружина — Лідія Григорівна.
Закінчивши 1930 року інститут, отримав спеціальність інженера-технолога з холодної обробки металів. Працював на Харківському авіаційному заводі — спочатку конструктором, пізніше начальником бюро пристроїв і сектору технологічного планування.
У 1932—1934 роках працював на посаді в.о. доцента у Харківському авіаційному інституті, проводив заняття з деталей машин і вантажопідіймальних машин. Ще студентом (1929 р.), виконував конструкторські роботи за завданням книжкової друкарні ім. Петровського. Це й стало причиною запрошення його на роботу за сумісництвом (наприкінці 1952 р.) у Всеукраїнський науково-дослідний інститут поліграфії керівником створюваної групи машинознавства. З травня 1933 р. по жовтень 1941 р. очолював сектор машинобудування — керував науково-дослідною роботою і проєктуванням поліграфічних машин, які планувалися для випуску на заводах у Полтаві, Харкові, Ромнах. Паралельно з основною роботою займався викладацькою діяльністю — звільнившись з Харківського авіаційного інституту, працював до осені 1941 року старшим викладачем Харківського механіко-будівельного інституту.
Після початку німецько-радянської війни, у жовтні 1941 р. дружина Тіра з доньками (1936 і 1940 рр. народження) були евакуйовані до Казахстану. Тір був направлений у пересувну артилерійську майстерню № 12 Південно-Західного фронту, де його призначили техніком-нормувальником, а згодом начальником планово-виробничого відділення.
У 1946 році у Львові відновив роботу Український поліграфічний інститут. Тір викладав студентам УПІ основи поліграфічних машин, висвітлюючи й свій науковий доробок, чого не передбачала діюча програма курсу. Через незгоду частини керівництва вишу з таким підходом перейшов на роботу у Львівський лісотехнічний інститут — спочатку на посаду старшого викладача, а згодом — завідувача кафедри деталей машин і теорії механізмів машин.
Після утворення в УПІ у 1948 р. механічного факультету Тіра запросили туди на роботу. У серпні 1952 р. Тір захистив кандидатську дисертацію «К вопросу о рациональном проектировании кулачков полиграфических машин», працювати над якою розпочав ще до війни, а у вересні приступив до роботи в УПІ.
З 1953 р. — завідувач кафедри поліграфічних машин.
У 50-ті роки опублікував низку праць з аналітичних досліджень друкарських апаратів; критеріальних розрахунків циклових механізмів; ремонту та експлуатації поліграфічних машин.
У лютому 1964 р. Тір захистив докторську дисертацію «Метод инвариантов подобия в механике машин».
Після V всесоюзної наради з ТММ (1967 р.), де було прочитано колективом авторів УПІ низку доповідей, з ініціативи Тіра і при підтримці академіка І. І. Артоболевського наукова рада з теорії машин і механізмів відділення механіки АН СРСР ухвалила рішення про організацію на базі УПІ періодичних (раз у чотири роки) нарад з методів розрахунку машин-автоматів. У першій нараді, що відбулась у 1968 році, взяло участь 298 науковців.
У 1968 р. Тіру було присвоєно почесне звання заслуженого діяча науки і техніки Української РСР..
Похований професор Тір на 62 полі Личаківського цвинтаря.

## Нагороди
- Орден «Червоної зірки»
- Орден «Вітчизняної війни II ступеня»
- Орден «Знак пошани» 1961 р.
- 4 медалі